# Tipsy
Tipsy är en singel från 2004 av rapsångaren J-Kwon. Den nådde #2 på Billboard Hot 100, bakom Ushers Yeah!, och låten nådde #4 på den topplistan. Hittills har "Tipsy" varit J-Kwons enda hit.

## Låtlistor
| Lista (2003-2004)                               | Högsta position  |
| ----------------------------------------------- | ---------------- |
| U.S. Billboard Hot 100                          | 2 (6 april 2004) |
| U.S. Billboard Hot R&B/Hip-Hop Singles & Tracks | 2                |
| U.S. Billboard Hot Rap Tracks                   | 1                |
| UK Singles Chart                                | 4                |